# Jaryń
Jaryń (niem. Gerrin) – osada w Polsce położona nad Notecią w województwie wielkopolskim, w powiecie czarnkowsko-trzcianeckim, w gminie Wieleń.
W latach 1975–1998 miejscowość administracyjnie należała do województwa pilskiego.